# Jacob Senleches
Jacob Senlechos (tudi Jacopinus Selesses), francoski skladatelj, * Evreux, Francija sredina 14. stoletja, † 1395.
Senleches je predstavnik glasbene smeri ars subtilior. Ohranjena so njegove skladbe, nastale med letoma 1382/3 in 1395. Muzikologi predvidevajo, da je bil rojen v kraju St. Luc pri Evreuxu oziroma v Senlechesu (ali Sanlesches) pri kraju Cambrai v Franciji.
Jacob Senleches naj bi bil leta 1382 v službi na dvoru Eleonore Kastiljske († september 1382). V skladbi »Fuoins de ci he« objokuje njeno smrt. Po njeni smrti je kot harfist služboval pri aragonskem kardinalu Pedru de Luni (1394-1423; kasnejši protipapež Benedikt XIII).
Čeprav je ohranjenih le malo njegovih skladb, ga prištevamo med osrednje osebnosti obdobja ars subtilior.

### Ohranjena dela
- Ballate
  - En attendant esperance
  - Fuions de ci
  - Je me merveil/ J'ay pluseurs fois
- Virelaji
  - En ce gracieux tamps
  - La harpe de melodie
  - Tel me voit